# Federico Ferdinando d'Asburgo-Teschen
Federico Ferdinando Leopoldo d'Austria (in tedesco Erzherzog Friedrich Ferdinand Leopold von Österreich; Vienna, 14 maggio 1821 – Venezia, 5 ottobre 1847) fu un membro della Casa d'Asburgo comandante in capo della Marina austriaca.

## Biografia

### I primi anni

La famiglia di Carlo d'Asburgo-Teschen vincitore della battaglia di Aspern-Essling, padre di Federico Ferdinando rappresentato con il fucile sulla destra, 1832, di Johann Ender.

Federico era il terzogenito del feldmaresciallo Arciduca Carlo d'Asburgo, Duca di Teschen (1771-1847), eroe delle guerre napoleoniche, e di sua moglie, la principessa Enrichetta di Nassau-Weilburg (1797-1829).
Ricevette un'educazione ottimale per l'epoca con insegnanti del calibro di Franz Ritter von Hauslab e Wilhelm von Lebzeltern.
Federico entrò nella Marina austriaca nel 1837, all'età di 16 anni ed in marina svolse tutta la propria carriera successiva, contraddistinto da una grande passione personale nonché da notevoli capacità, ottenendo la propria prima missione all'estero nel 1839.

### Carriera militare nella Marina

#### Crisi orientale del 1840
Nel corso della Crisi orientale del 1840 tra Egitto ed Impero ottomano, Federico combatté in una campagna contro Muhammad Ali dopo la Convenzione di Londra. Prestò servizio con la flotta austriaca al largo della costa levantina come comandante della nave Guerriera.
Secondo quanto emerso dalla convenzione, Regno Unito, Impero austriaco, Prussia e Russia si erano accordate per riconoscere a Muhammad Ali il governo ereditario dell'Egitto all'interno dell'Impero ottomano se questi avesse ritirato le proprie truppe dall'entroterra siriano e dalla costa del monte Libano. Muhammad Ali esitò sino a quando le forze inglesi non si mossero contro la Siria ed Alessandria. Dopo che le navi inglesi ed austriache bloccarono il Delta del Nilo sino a Beirut (11 settembre 1840), e dopo che Acri si fu arresa (3 novembre 1840), Muhammad Ali si accordò per rispettare i termini della convenzione dal 27 novembre 1840.
Dalla sua nave, Federico diresse l'assalto alle cittadelle di Sidone e Beirut che caddero poco dopo. Dopo il bombardamento di Acri il 3 novembre 1840, personalmente guidò una formazione dell'esercito della coalizione composto da austriaci, inglesi ed ottomani alla presa della cittadella di Acri dopo che la locale guarnigione egiziana l'aveva abbandonata. Per le sue capacità di comando nel corso di questa delicata operazione, al ritorno in patria ottenne la croce di cavaliere dell'Ordine militare di Maria Teresa, la più alta onorificenza militare austriaca imperiale.

#### Comandante in capo della marina austriaca

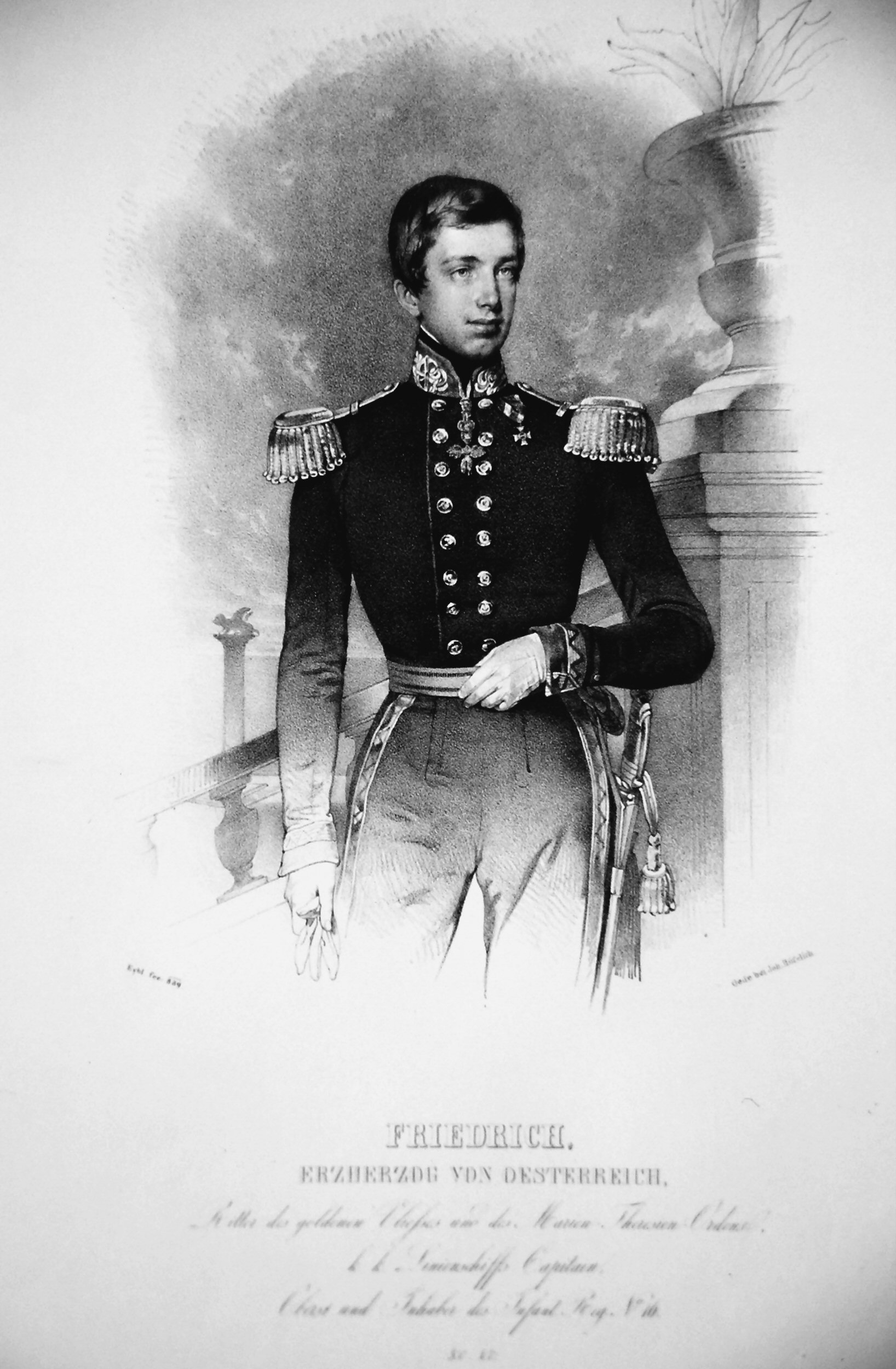
L'arciduca Federico in una litografia del 1839

Nel 1842 Federico salpò alla volta dell'Algeria e poi dell'Inghilterra. Nel 1844 venne promosso al rango di viceammiraglio ed ottenne l'incarico di comandante in capo della marina militare austriaca, all'età di soli 23 anni. La sua nomina avvenne poco dopo che un gruppo di giovani ufficiali veneziani si era ammutinato sotto la guida dei fratelli Bandiera.
Come comandante in capo, Federico introdusse delle riforme reputate moderne per l'epoca, cercando di rendere la marina al servizio dell'Impero meno "veneziana" e più "austriaca". La marina austriaca, infatti, si era costituita solo negli ultimissimi anni del XVIII secolo a seguito dell'acquisizione del territorio di Venezia che per la prima volta consentì all'arciducato austriaco di poter disporre di uno sbocco sul mare. La marina veneziana, da poco soppressa, divenne quindi la prima base della neonata marina militare austriaca, per quanto essa portasse il nome di "Marina austriaca" e battesse bandiera imperiale.
Federico era ben conscio che la marina austriaca, all'interno delle forze armate imperiali costituiva un apparato secondario, ma intuì da subito la forza internazionale che essa poteva avere nel definire la monarchia asburgica nel gioco militare internazionale, in un'epoca dove il Mediterraneo riprese ad essere un territorio particolarmente caldo nelle questioni internazionali. Seguendo l'esempio di promozione iniziato proprio da Federico, altri due arciduchi in seguito diventeranno membri della marina austriaca e suoi forti promotori: Ferdinando Massimiliano e Francesco Ferdinando.
Il cancelliere austriaco principe Klemens von Metternich propose di nominare Federico alla carica di gran maestro del Sovrano Militare Ordine di Malta, di cui già era membro e cavaliere di gran croce, ma la sua nomina venne rifiutata da papa Gregorio XVI (forse per la presenza del cugino Massimiliano d'Asburgo-Este al ruolo di gran maestro dell'Ordine Teutonico in contemporanea).
Fu inoltre Membro onorario dell'Istituto Veneto di scienze, arti e lettere, socio onorario dell'Accademia di Belle Arti di Venezia e membro onorario dell'Università di Venezia.

### Morte

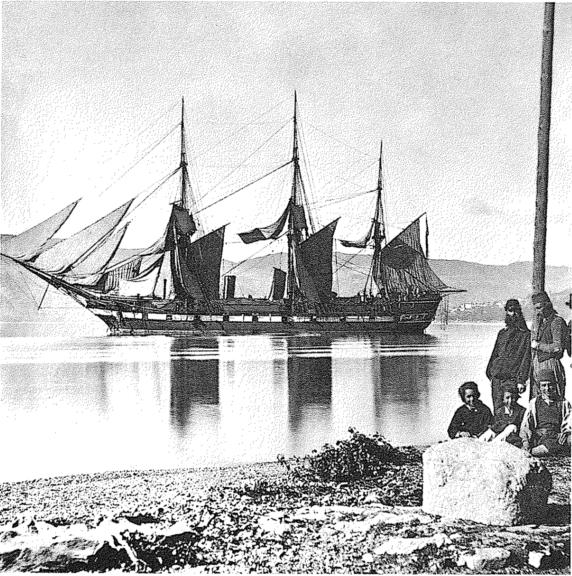
La SMS Erzherzog Friedrich (1868)

La scadenza di Federico dall'incarico di Comandante in Capo della Marina imperiale austriaca fu abbreviata in quanto l'arciduca morì di ittero a Venezia all'età di 26 anni, solo tre anni dopo aver assunto l'incarico e a pochi mesi di distanza dalla morte di suo padre. Il suo cuore fu sepolto presso l'Arsenale di Venezia, nella chiesa di San Biagio, detta "dei marinai" in un'urna posta nella parete di sinistra nel presbiterio; il corpo riposa nella chiesa gran priorale dell'Ordine di Malta.  Non si sposò mai e non ebbe figli. In suo onore vennero nominate le navi SMS Erzherzog Friedrich e SMS Erzherzog Friedrich (1902).

## Ascendenza
|                                       |                                              |                                                           | Genitori                                          |  |  | Nonni |  |  | Bisnonni              |  |  | Trisnonni          |  |
|                                       |                                              |                                                           |                                                   |  |  |       |  |  | Francesco I di Lorena |  |  | Leopoldo di Lorena |  |
|                                       |                                              |                                                           |                                                   |  |  |       |  |  | Francesco I di Lorena |  |  | Leopoldo di Lorena |  |
|                                       |                                              | Elisabetta Carlotta di Borbone-Orléans                    |                                                   |  |  |       |  |  | Francesco I di Lorena |  |  |                    |  |
| Leopoldo II d'Asburgo-Lorena          |                                              |                                                           |                                                   |  |  |       |  |  | Francesco I di Lorena |  |  |                    |  |
|                                       |                                              | Maria Teresa d'Austria                                    | Carlo VI d'Asburgo                                |  |  |       |  |  |                       |  |  |                    |  |
|                                       |                                              | Maria Teresa d'Austria                                    | Carlo VI d'Asburgo                                |  |  |       |  |  |                       |  |  |                    |  |
|                                       |                                              | Maria Teresa d'Austria                                    | Elisabetta Cristina di Brunswick-Wolfenbüttel     |  |  |       |  |  |                       |  |  |                    |  |
| Arciduca Carlo, Duca di Teschen       |                                              | Maria Teresa d'Austria                                    |                                                   |  |  |       |  |  |                       |  |  |                    |  |
|                                       |                                              | Carlo III di Spagna                                       | Filippo V di Spagna                               |  |  |       |  |  |                       |  |  |                    |  |
|                                       |                                              | Carlo III di Spagna                                       | Filippo V di Spagna                               |  |  |       |  |  |                       |  |  |                    |  |
|                                       |                                              | Carlo III di Spagna                                       | Elisabetta Farnese                                |  |  |       |  |  |                       |  |  |                    |  |
| Maria Ludovica di Borbone-Spagna      |                                              | Carlo III di Spagna                                       |                                                   |  |  |       |  |  |                       |  |  |                    |  |
|                                       |                                              | Maria Amalia di Sassonia                                  | Augusto III di Polonia                            |  |  |       |  |  |                       |  |  |                    |  |
|                                       |                                              | Maria Amalia di Sassonia                                  | Augusto III di Polonia                            |  |  |       |  |  |                       |  |  |                    |  |
|                                       |                                              | Maria Amalia di Sassonia                                  | Maria Giuseppa d'Austria                          |  |  |       |  |  |                       |  |  |                    |  |
| Federico Ferdinando d'Asburgo-Teschen |                                              | Maria Amalia di Sassonia                                  |                                                   |  |  |       |  |  |                       |  |  |                    |  |
|                                       | Carlo Cristiano, Principe di Nassau-Weilburg | Carlo Augusto, Principe di Nassau-Weilburg                |                                                   |  |  |       |  |  |                       |  |  |                    |  |
|                                       | Carlo Cristiano, Principe di Nassau-Weilburg | Carlo Augusto, Principe di Nassau-Weilburg                |                                                   |  |  |       |  |  |                       |  |  |                    |  |
|                                       | Carlo Cristiano, Principe di Nassau-Weilburg | Principessa Augusta Federica di Nassau-Idstein            |                                                   |  |  |       |  |  |                       |  |  |                    |  |
| Federico Guglielmo, Duca di Nassau    | Carlo Cristiano, Principe di Nassau-Weilburg |                                                           |                                                   |  |  |       |  |  |                       |  |  |                    |  |
|                                       |                                              | Carolina d'Orange-Nassau                                  | Guglielmo IV, Principe di Orange                  |  |  |       |  |  |                       |  |  |                    |  |
|                                       |                                              | Carolina d'Orange-Nassau                                  | Guglielmo IV, Principe di Orange                  |  |  |       |  |  |                       |  |  |                    |  |
|                                       |                                              | Carolina d'Orange-Nassau                                  | Anna, Principessa Reale                           |  |  |       |  |  |                       |  |  |                    |  |
| Enrichetta di Nassau-Weilburg         |                                              | Carolina d'Orange-Nassau                                  |                                                   |  |  |       |  |  |                       |  |  |                    |  |
|                                       |                                              | Giorgio, Langravio di Kirchberg, Conte di Sayn-Hachenburg | Guglielmo Luigi, Landgrave of Kirchberg           |  |  |       |  |  |                       |  |  |                    |  |
|                                       |                                              | Giorgio, Langravio di Kirchberg, Conte di Sayn-Hachenburg | Guglielmo Luigi, Landgrave of Kirchberg           |  |  |       |  |  |                       |  |  |                    |  |
|                                       |                                              | Giorgio, Langravio di Kirchberg, Conte di Sayn-Hachenburg | Contessa Luisa di Dhaun                           |  |  |       |  |  |                       |  |  |                    |  |
| Luisa Isabella di Kirchberg           |                                              | Giorgio, Langravio di Kirchberg, Conte di Sayn-Hachenburg |                                                   |  |  |       |  |  |                       |  |  |                    |  |
|                                       |                                              | Contessa Elisabetta Augusta Reuss di Greiz                | Enrico XI, Principe Reuss di Greiz                |  |  |       |  |  |                       |  |  |                    |  |
|                                       |                                              | Contessa Elisabetta Augusta Reuss di Greiz                | Enrico XI, Principe Reuss di Greiz                |  |  |       |  |  |                       |  |  |                    |  |
|                                       |                                              | Contessa Elisabetta Augusta Reuss di Greiz                | Corradina Eleonora, Principessa Reuss di Köstritz |  |  |       |  |  |                       |  |  |                    |  |
|                                       |                                              | Contessa Elisabetta Augusta Reuss di Greiz                |                                                   |  |  |       |  |  |                       |  |  |                    |  |